# Пеханін
Пеханін (пол. Piechanin, нім. Pechstein) — село в Польщі, у гміні Чемпінь Косцянського повіту Великопольського воєводства.
Населення — 425 осіб (2011).
У 1975-1998 роках село належало до Познанського воєводства.

## Демографія
Демографічна структура станом на 31 березня 2011 року:
|          | Загалом | Допрацездатний вік | Працездатний вік | Постпрацездатний вік |
| -------- | ------- | ------------------ | ---------------- | -------------------- |
| Чоловіки | 214     | 58                 | 146              | 10                   |
| Жінки    | 211     | 48                 | 135              | 28                   |
| Разом    | 425     | 106                | 281              | 38                   |